# Michael Oliver (actor)
Michael Ponce Oliverius (10 de octubre de 1981, Los Ángeles) es un ex actor estadounidense, conocido por su papel de Junior en las dos películas de Problem Child.

## Filmografía
| Películas            | Películas            | Películas    | Películas  |
| Año                  | Serie                | Papel        | Notas      |
| -------------------- | -------------------- | ------------ | ---------- |
| 1990                 | Problem Child        | Junior Healy |            |
| 1991                 | Problem Child 2      | Junior Healy |            |
| 1995                 | Dillinger and Capone | Sam Dalton   |            |
| Series de Televisión |                      |              |            |
| Año                  | Título               | papel        | Notas      |
| 1990                 | Amen                 | Max          | 1 episodio |
| 1991                 | Drexell's Class      | Mitchell     | 1 episodio |
| 1995                 | Platypus Man         | Rusty        | 1 episodio |

## Nominaciones a los premios
| Año       | Premio               | Resultado | Categoría                                                                              | película o serie |
| --------- | -------------------- | --------- | -------------------------------------------------------------------------------------- | ---------------- |
| 1990-1991 | Premios Young Artist | Nominado  | Mejor actor juvenil como actor principal o papel recurrente en una serie de televisión | Drexell's Class  |
| 1992-1993 | Premios Young Artist | Nominado  | Mejor actor juvenil papel principal en una película: Comedia                           | Problem Child 2  |